# Don Ashby Memorial Trophy
Die Don Ashby Memorial Trophy war eine Eishockeytrophäe, die von der Central Hockey League (CHL) zwischen 1977 und 1984 jährlich an den Spieler verliehen wurde, dessen ansprechende Leistungen im Saisonverlauf keiner der üblich ausgezeichneten Kategorien entsprach und daher nicht die entsprechende Würdigung erhalten hatten.
Die Auszeichnung war seit der Spielzeit 1981/82 nach Don Ashby benannt. Ashby war im Mai 1981 nach dem letzten Meisterschaftsspiel seines Teams Wichita Wind bei einem Verkehrsunfall im Alter von 26 Jahren ums Leben gekommen. Zuvor firmierte die Auszeichnung unter dem Titel CHL Iron Man Award.

## Gewinner
| Jahr                      | Spieler                   | Team                      |
| Don Ashby Memorial Trophy | Don Ashby Memorial Trophy | Don Ashby Memorial Trophy |
| ------------------------- | ------------------------- | ------------------------- |
| 1983/84                   | Chris Pryor               | Salt Lake Golden Eagles   |
| 1982/83                   | Don Laurence              | Indianapolis Checkers     |
| 1981/82                   | Reg Thomas                | Cincinnati Tigers         |
| CHL Iron Man Award        |                           |                           |
| 1980/81                   | Kevin Devine              | Indianapolis Checkers     |
| 1979/80                   | Darcy Regier              | Indianapolis Checkers     |
| 1978/79                   | Floyd Thomson             | Salt Lake Golden Eagles   |
| 1977/78                   | Duane Wylie               | Dallas Black Hawks        |
| 1976/77                   | Glen Surbey               | Tulsa Oilers              |